# División de Honor de fútbol sala 1994-95
La División de Honor de fútbol sala 1994-95 fue la 6.ª edición de la División de Honor de fútbol sala en España. Se disputó en dos rondas, la primera formada por dos grupos con 10 equipos en cada uno, y la segunda con dos grupos para disputar el título y uno para disputar el descenso.

## Temporada regular

### 1ª ronda

#### Grupo par
|  | Segunda ronda        |
|  | Ronda de permanencia |

| P  | Equipo                       | J  | G  | E | P  | GF | GC | Pts |
| -- | ---------------------------- | -- | -- | - | -- | -- | -- | --- |
| 1  | ElPozo Murcia                | 18 | 12 | 4 | 2  | 87 | 43 | 28  |
| 2  | Pinturas Lepanto             | 18 | 13 | 2 | 3  | 83 | 58 | 28  |
| 3  | Industrias García            | 18 | 11 | 1 | 6  | 69 | 62 | 23  |
| 4  | Papeles Beltrán Alcantarilla | 18 | 9  | 4 | 5  | 69 | 52 | 22  |
| 5  | Interviú Boomerang           | 18 | 9  | 2 | 7  | 72 | 57 | 20  |
| 6  | Vijusa Valencia              | 18 | 7  | 0 | 11 | 62 | 84 | 14  |
| 7  | Maspalomas Sol Europa        | 18 | 6  | 2 | 10 | 56 | 69 | 14  |
| 8  | Torrejón                     | 18 | 5  | 3 | 10 | 71 | 86 | 13  |
| 9  | G. Academia Postal           | 18 | 4  | 1 | 13 | 44 | 66 | 9   |
| 10 | M. Leganés                   | 18 | 4  | 1 | 13 | 38 | 74 | 9   |

#### Grupo impar
|  | Segunda ronda        |
|  | Ronda de permanencia |

| P  | Equipo                   | J  | G  | E | P  | GF | GC | Pts |
| -- | ------------------------ | -- | -- | - | -- | -- | -- | --- |
| 1  | Caja Castilla La Mancha  | 18 | 12 | 3 | 3  | 93 | 54 | 27  |
| 2  | Hojaldres Alonso Astorga | 18 | 9  | 4 | 5  | 66 | 56 | 22  |
| 3  | Playas de Castellón      | 18 | 8  | 6 | 4  | 68 | 48 | 22  |
| 4  | Caja Segovia             | 18 | 9  | 2 | 7  | 82 | 76 | 20  |
| 5  | Barcelona                | 18 | 7  | 6 | 5  | 66 | 61 | 20  |
| 6  | Mejorada                 | 18 | 9  | 2 | 7  | 63 | 59 | 20  |
| 7  | Jerez                    | 18 | 8  | 2 | 8  | 70 | 82 | 18  |
| 8  | Sol Fuerza El Adelanto   | 18 | 6  | 4 | 8  | 78 | 81 | 16  |
| 9  | Arinsal-Pal Massana      | 18 | 4  | 3 | 11 | 57 | 82 | 11  |
| 10 | Egasa Coruña             | 18 | 2  | 0 | 16 | 41 | 85 | 4   |

### 2ª ronda

#### Grupo por el título A
|  | Playoff |

| P | Equipo                   | J  | G | E | P | GF | GC | Pts |
| - | ------------------------ | -- | - | - | - | -- | -- | --- |
| 1 | Interviú Boomerang       | 10 | 7 | 1 | 2 | 44 | 29 | 15  |
| 2 | Mejorada                 | 10 | 7 | 1 | 2 | 38 | 26 | 15  |
| 3 | ElPozo Murcia            | 10 | 7 | 0 | 3 | 44 | 24 | 14  |
| 4 | Caja Segovia             | 10 | 5 | 1 | 4 | 42 | 35 | 11  |
| 5 | Hojaldres Alonso Astorga | 10 | 1 | 1 | 8 | 25 | 54 | 3   |
| 6 | Industrias García        | 10 | 1 | 0 | 9 | 37 | 62 | 2   |

#### Grupo por el título B
|  | Playoff |

| P | Equipo                       | J  | G | E | P | GF | GC | Pts |
| - | ---------------------------- | -- | - | - | - | -- | -- | --- |
| 1 | Pinturas Lepanto             | 10 | 7 | 3 | 0 | 52 | 29 | 17  |
| 2 | Playas de Castellón          | 10 | 5 | 3 | 2 | 34 | 32 | 13  |
| 3 | Barcelona                    | 10 | 4 | 3 | 3 | 34 | 27 | 11  |
| 4 | Caja Castilla La Mancha      | 10 | 3 | 4 | 3 | 23 | 23 | 10  |
| 5 | Papeles Beltrán Alcantarilla | 10 | 2 | 2 | 6 | 17 | 30 | 6   |
| 6 | Vijusa Valencia              | 10 | 1 | 1 | 8 | 23 | 42 | 3   |

#### Grupo por la permanencia
|  | Descenso |

| P | Equipo                 | J  | G | E | P | GF | GC | Pts |
| - | ---------------------- | -- | - | - | - | -- | -- | --- |
| 1 | G. Academia Postal     | 14 | 8 | 2 | 4 | 43 | 46 | 18  |
| 2 | Maspalomas Sol Europa  | 14 | 8 | 1 | 5 | 57 | 44 | 17  |
| 3 | Jerez                  | 14 | 7 | 2 | 5 | 61 | 46 | 16  |
| 4 | Sol Fuerza El Adelanto | 14 | 6 | 4 | 4 | 58 | 59 | 16  |
| 5 | M. Leganés             | 14 | 5 | 5 | 4 | 43 | 42 | 15  |
| 6 | Arinsal-Pal Massana    | 14 | 6 | 2 | 6 | 41 | 37 | 14  |
| 7 | Torrejón               | 14 | 3 | 4 | 7 | 38 | 59 | 10  |
| 8 | Egasa Coruña           | 14 | 1 | 4 | 9 | 20 | 28 | 0   |

Egasa Coruña sancionado con 6 puntos

## Playoff
|  | Semifinales         | Semifinales         | Semifinales         | Semifinales         | Semifinales |   |                    | Final              | Final | Final | Final | Final |  |
|  |                     |                     |                     |                     |             |   |                    |                    |       |       |       |       |  |
|  |                     |                     |                     |                     |             |   |                    |                    |       |       |       |       |  |
|  | Playas de Castellón | Playas de Castellón | 0                   | 0                   | _           |   |                    |                    |       |       |       |       |  |
|  | Playas de Castellón | Playas de Castellón | 0                   | 0                   | _           |   |                    |                    |       |       |       |       |  |
|  | Interviú Boomerang  | Interviú Boomerang  | 2                   | 3                   | _           |   |                    |                    |       |       |       |       |  |
|  | Interviú Boomerang  | Interviú Boomerang  | 2                   | 3                   | _           |   | Interviú Boomerang | Interviú Boomerang | 3     | 3     | 4     |       |  |
|  |                     |                     |                     |                     |             |   | Interviú Boomerang | Interviú Boomerang | 3     | 3     | 4     |       |  |
|  |                     |                     | P. Lepanto Zaragoza | P. Lepanto Zaragoza | 1           | 4 | 6                  |                    |       |       |       |       |  |
|  | Mejorada            | Mejorada            | P. Lepanto Zaragoza | P. Lepanto Zaragoza | 1           | 4 | 6                  | 1                  | 3     | _     |       |       |  |
|  | Mejorada            | Mejorada            |                     |                     |             |   |                    | 1                  | 3     | _     |       |       |  |
|  | P. Lepanto Zaragoza | P. Lepanto Zaragoza | 4                   | 4                   | _           |   |                    |                    |       |       |       |       |  |
|  | P. Lepanto Zaragoza | P. Lepanto Zaragoza | 4                   | 4                   | _           |   |                    |                    |       |       |       |       |  |
|  |                     |                     |                     |                     |             |   |                    |                    |       |       |       |       |  |

- Datos: Q3330814